# Universidad de Rancagua
La Universidad de Rancagua (UNIR) fue una institución de educación superior privada chilena, ubicada en la Carretera del Cobre, entre Rancagua y Machalí, Región de O'Higgins. Actualmente es sede de la Universidad de Aconcagua.

## Historia
Fue fundada el año 2000 como Universidad de Rancagua por varias personas del ambiente social-económico de la VI Región, como por ejemplo Gonzalo Vial Vial (gerente de Agrosuper), Esteban Valenzuela, Eugenio Bauer, Patricio Guajardo Ahumada, entre otros.
Su funcionamiento como tal comenzó el 17 de marzo de 2003, con seis carreras de carácter profesional: Ingeniería Civil Informática, Ingeniería Comercial, Ingeniería de Ejecución en Computación, Trabajo Social, Psicología e Ingeniería de Ejecución en Gestión Empresarial. Posteriormente se sumarían las carreras de Pedagogía en Educación Básica y Educación Parvularia. Su alumnado estaba representado por la Federación de Estudiantes de la Universidad de Rancagua (FEUR).
A partir de 2008, el campus pasa a manos de la Universidad de Aconcagua, transformándose en una sede de ésta.

## Infraestructura
La antigua Universidad de Rancagua estaba ubicada en el kilómetro 4 de Carretera del Cobre, en el sector denominado San Joaquín de Los Mayos, a cinco minutos del centro de Rancagua. El edificio que la albergaba, de 2000 m², tenía:
- Laboratorio computacional (5 laboratorios, en total 95 equipos disponibles para el alumnado)
- Laboratorio de Inglés
- Laboratorio de Física
- Laboratorio de Biología
- Sala de Inglés (CLC - Control Learning Center)
- Biblioteca
- Estacionamiento para aproximadamente 40 vehículos
- Casino abierto
- 4 salas con capacidad para 50 alumnos
- 2 salas con capacidad para 100 alumnos
- 4 mini salas para los decanos de las respectivas carreras
- 1 sala para profesores coordinadores de carrera
- 1 sala para profesores coordinadores de ramos transversales